# 斯蓬维尔
斯蓬维尔（法語：Sponville，法語發音：[spɔ̃vil]）是法国默尔特-摩泽尔省的一个市镇，位于该省中西部，属于布里埃区。

## 地理
斯蓬维尔（49°4'20"N, 5°49'58"E）面积7.2 平方千米，位于法国大東部大區默尔特-摩泽尔省，该省份为法国东北部内陆省份，是洛林的一部分，北邻比利时、卢森堡，北起顺时针与摩泽尔省、下莱茵省、孚日省和默兹省接壤。
与斯蓬维尔接壤的市镇（或旧市镇、城区）包括：伊龙河畔维尔、阿农维尔-叙泽蒙、马斯拉图尔、皮克雪、克松维尔、瓦夫尔地区容维尔、拉绍塞、瓦夫尔地区拉图尔。

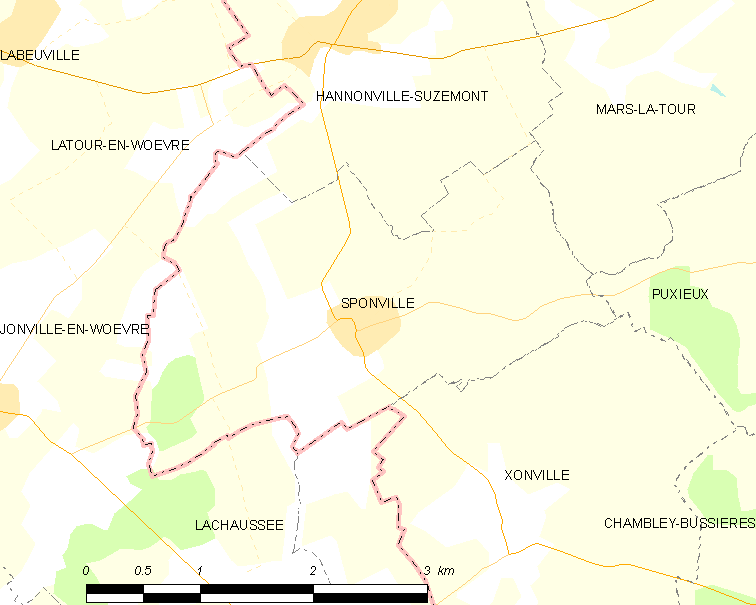
斯蓬维尔的OSM定位图

斯蓬维尔的时区为UTC+01:00、UTC+02:00（夏令时）。

## 行政
斯蓬维尔的邮政编码为54800，INSEE市镇编码为54511。

## 政治
斯蓬维尔所属的省级选区为雅尼县。

## 人口

1962-2008年间斯蓬维尔人口变化图示

斯蓬维尔于2022年1月1日时的人口数量为108人。